# Kanton Wiltz
Kanton Wiltz (francouzsky Canton de Wiltz, lucembursky Kanton Wolz) je kanton, který se rozkládá na severozápadě Velkovévodství lucemburského.

## Poloha, popis
Na severu sousedí s kantonem Clerf, na jihovýchodě s kantonem Diekirch a na jihu s kantonem Redingen. Na západě pak hraničí s Belgií.
Kanton se rozkládá na ploše zhruba 264,5 km² a na jeho území v lednu 2016 žilo 15 680 obyvatel.
Správním střediskem kantonu je město Wiltz.

## Správní rozdělení
Kanton Wiltz je složen celkem ze 7 obcí, jimiž jsou:
| P.č. | Jméno           | Obyvatel |
| ---- | --------------- | -------- |
| 1    | Bauschleiden    | 1 122    |
| 2    | Esch-Sauer      | 2 572    |
| 3    | Goesdorf        | 1 466    |
| 4    | Kiischpelt      | 1 114    |
| 5    | Stauseegemeinde | 1 722    |
| 6    | Wiltz           | 6 522    |
| 7    | Winseler        | 1 162    |

V tabulce jsou uvedeny počty obyvatel k 1. 1. 2016.